# Gyógyászati segédeszköz
A gyógyászati segédeszköz olyan orvostechnikai eszköz vagy orvostechnikai eszköznek nem minősülő ápolási technikai eszköz, amelyet átmeneti vagy végleges egészségkárosodással, illetve fogyatékossággal élő személy részére egyéni használatra adnak. Ezek az eszközök nem igénylik egészségügyi szakképesítéssel rendelkező személy folyamatos jelenlétét, és alkalmazhatók diagnosztikus, terápiás, rehabilitációs vagy ápolási céllal. A személyes használat kiterjedhet a testen viselt eszközökre, testfelszíni nyíláson alkalmazott eszközökre, illetve testet megtámasztó vagy mozgató megoldásokra is. A gyógyászati segédeszközök fontos szerepet töltenek be a gyógyító eljárásokban és a rehabilitációban, elősegítve a gyógyulást és az életminőség javítását.
A gyógyászati segédeszköz az orvostechnikai eszköz kategóriáján belül olyan nem invazív, tartós vagy rendszeres használatra szánt termék, amely hozzájárul a beteg állapotának fenntartásához, javításához vagy a hiányzó funkciók pótlásához. A Egészségügyi Világszervezet „Priority Assistive Products List” (APL) szerint a legfontosabb eszközök közé tartoznak például a hallókészülékek, kerekesszékek, kommunikációs segédeszközök, szemüvegek, művégtagok és memóriasegítők.

## Típusai
A gyógyászati segédeszközök rendkívül sokfélék, az alábbi főbb kategóriákba sorolhatók:
- Mozgást segítő eszközök: járókeretek, rollátorok, botok, mankók, kerekesszékek.
- Érzékszervi segédeszközök: hallókészülékek, szemüvegek, fehér botok.
- Otthonápolási eszközök: ágymelegítők, betegágyak, antidecubitus (felfekvést megelőző) matracok, WC magasítók.
- Inkontinencia-eszközök: pelenkák, katéterek, vizeletgyűjtő rendszerek.
- Sztómazsákok és sebkezelő eszközök': sztómazsákok, kötszerek, tapaszok.
- Protézisek és ortézisek: végtagpótló vagy támasztó eszközök.

## Jogszabályi háttér
Magyarországon a gyógyászati segédeszközök forgalmazását és támogatását hazai jogszabályok, valamint nemzetközi szakmai ajánlások szabályozzák. A nemzetközi irányelvek között szerepelnek a Egészségügyi Világszervezet segédeszközökre vonatkozó ajánlásai, míg a hazai engedélyezést és nyilvántartást az Országos Gyógyszerészeti és Élelmezés-egészségügyi Intézet (OGYÉI) végzi. A társadalombiztosítási támogatás feltételeit és mértékét a Nemzeti Egészségbiztosítási Alapkezelő (NEAK, korábban OEP) határozza meg a 9/1993. (IV. 2.) NM rendelet és a 14/2007. (III. 14.) EüM rendelet előírásai szerint.
Az európai uniós jog részeként az orvostechnikai eszközökre vonatkozó (EU) 2017/745 rendelet is hatályos, amely meghatározza az engedélyezés és forgalmazás uniós követelményeit.

## Finanszírozás és ellátás
A NEAK meghatározott feltételek mellett egyes gyógyászati segédeszközök árához részleges vagy teljes társadalombiztosítási támogatást nyújt. Az eszközökhöz való hozzáférést szakorvosi javaslat és vény biztosítja. A forgalmazásban gyógyászati segédeszköz szaküzletek és a gyógyszertárak kiemelt szerepet töltenek be, mivel biztosítják a betegek számára a megfelelő minőségű, engedélyezett eszközök elérhetőségét és a szakszerű tanácsadást. A NEAK-finanszírozással rendelkező szaküzletekben és patikákban lehetőség van vények beváltására is. Ezek a szaküzletek és gyógyszertárak nemcsak az eszközök kiadását végzik, hanem segítenek a használat betanításában is, ami alapvető a terápiás hatékonyság és a betegbiztonság szempontjából.

## Szerepe a rehabilitációban
A gyógyászati segédeszközök alapvető szerepet töltenek be a rehabilitáció során, különösen az idős, mozgáskorlátozott vagy krónikus betegséggel élő emberek esetében. Hozzájárulnak az önellátás fenntartásához, a szövődmények megelőzéséhez (pl. felfekvés, kontraktúra), valamint a gondozási terhek csökkentéséhez.

## Megbízhatóság és biztonság
A gyógyászati segédeszközök forgalmazása és használata szigorú minőségbiztosítási követelményekhez kötött. A CE-jelölés tanúsítja, hogy az eszköz megfelel az uniós szabványoknak. A használati útmutató és a szakszerű betanítás alapvető fontosságú a helyes alkalmazáshoz.